# Орцокко I
Орцокко I (італ. Orzocco I; д/н — 1100) — 4-й юдик (володар) Арборейського юдикату в 1070—1100 роках.

## Життєпис
Походив з династії Лакон-Гунале. Син Маріано I, юдика Арбореї. Про дату народження нічого невідомо. 1070 року після смерті батька успадкував трон. Водночас продовжив християнізацію своїх володінь, підтримуючи впровадження Григоріанських реформ. Підтримав повалення Якова, архієпископа Кальярі, за пручання цим реформам. Мав регулярне листовування з папами римськими. Він також побудував церкву, присвячену Св. Миколая в Оттані.
Орцокко I переніс столицю держави з м. Таррос, оскільки воно було близько до кордонів з Торреським юдикатом. Також Таррос постійно перебував під загрозою нападів арабським піратів з Балеарських островів. Новою столицею стало Аврестанні (Ористано). Для захисту володінь від балеарських піратів долучився до союзу графів Барселони і Провансу з Генуезькою республікою.
Помер 1100 року. Йому спадкував син Торбено.

## Родина
Дружина — Ніватта (Нібатта) Орву
Діти:
- Торбено (д/н—1102), юдик Арбореї